# Хейнце, Бернард Томас
Хейнце Бернард Томас (англ. Bernard Thomas Heinze; 1 июля 1894, Шеппартон, штат Виктория, Австралия — 10 июня 1982, Бельвью-Хилл, Новый Южный Уэльс, Австралия) — австралийский дирижёр, педагог, общественный деятель. Дирижировал оркестрами Австралийской Вещательной Корпорации, в том числе Мельбурнским симфоническим оркестром, главным дирижёром которого был в 1933 — 1950 годах. С 1927 года главный дирижёр Королевской Мельбурнской филармонии,  почётный пожизненный дирижёр с 1960-х годов, продолжал сотрудничество с RMP до 1978 года.
Профессор Мельбурнского университета по классу дирижирования (1925—1956), директор Государственной консерватории Нового Южного Уэльса (1956—1966). Организовал  серии концертов для юношества.

## Биография
Родился в семье Бенджамина Хейнце, ювелира и его жены Минни, немецкого происхождения.
Участник Первой Мировой войны. В мае 1916 года был назначен в Британский королевский гарнизонный артиллерийский особый резервный полк и участвовал в военных действиях при Аррасе, Ипре, Сомме и Пассендале.
Игре на скрипке обучался в Мельбурне, в консерватории при университете, затем в Лондоне в Королевском музыкальном колледже. Дирижирование изучал у В. д`Энди и И. Лежёна в Париже в "Схола Канторум" и в Берлине у В. Хесса. 
С 1923 по 1957 год жил в Мельбурне. Гастролировал  в Европе (в СССР в 1958 году) и Канаде. Был председателем Правления Гильдии австралийских композиторов, председателем музыкального и драматического комитета Сиднейской оперы и Государственной оперной компании.

## Творчество и другая деятельность
Создал Мельбурнский струнный квартет.
Одним из первых на континенте исполнял произведения Шостаковича, Бартока и Уолтона. Внедрял в репертуар произведения австралийских композиторов. Манере исполнения были присущи эмоциональная сдержанность и вдумчивость интерпретаций. Выбирал для исполнения произведения различных стилей.
Для популяризации музыкального искусства начал проведение абонементных циклов для юношества.

## Признание
В 1949 году первым из австралийцев посвящён в рыцари за достижения в музыке. В 1974 году был признан Австралийцем года, в 1976 стал кавалером Ордена Австралии. Почётный пожизненный дирижёр Королевской Мельбурнской филармонии с 1960-х годов. В честь Б. Т. Хейнце создана ежегодная премия за заслуги в музыке.